# Alstonite
L'alstonite è un minerale.